# Maurice Maréchal
Maurice Maréchal, (Dijon (Borgonya-Franc Comtat), 3 d'octubre, 1892 - París, 16 d'abril, 1964), va ser un violoncel·lista francès.

## Biografia
Joventut i formació

Maurice Maréchal va néixer a Dijon el 1892. Era fill de Jules Jacques Maréchal, empleat a l'Oficina de Correus i Telègrafs, i de Marthe Justine Morier, la seva dona. Després d'estudiar al conservatori de la seva ciutat natal, va ingressar al Conservatori de París el 1905 on va guanyar el seu primer premi de violoncel el 1911.

## Primera Guerra Mundial
Tres anys més tard, França va entrar en guerra; Des d'octubre de 1913, Maurice Maréchal s'havia incorporat al 74è regiment d'infanteria de Rouen en el marc de la Llei dels tres anys. Amb 22 anys, va ser mobilitzat (número 4684, classe 12, particular 2a classe, llitera i oficial d'enllaç ciclista)2 al 274è regiment d'infanteria. Relata la seva vida quotidiana des de l'agost de 1914 fins al febrer de 1919 als seus quaderns personals. Algunes de les seves cartes estan publicades al llibre Paroles de Poilus.
Dos camarades del regiment, Antoine Neyen (1877-1915) i Albert Plicque (1885-1915), el van convertir en un violoncel improvisat a partir de fusta recuperada entre maig i juny de 1915. Maurice Maréchal el va batejar el "Poilu", i el va tocar durant els serveis religiosos o per als oficials entre el juny de 1915 i l'octubre de 1916. Dins de la 5a divisió d'infanteria de Mangin, un amant de la música que animava la música, va conèixer altres músics com ara Gustave Cloëz o el pianista Henri Magne i format amb Lucien Durosoir al primer violí, Henri Lemoine al segon violí i André Caplet a la viola, un quartet que actuava davant l'estat major.
Va rebre la Creu de Guerra 1914-1918 el 1916.

## Carrera musical
Després de la guerra, Maurice Maréchal es va unir als Concerts Lamoureux el 1919 durant un any. Es troba de nou l'any 1926 a l'Orquestra de Nova York. Després va començar una carrera com a solista que el va portar a tots els continents. El seu amic Émile Poillot el va acompanyar al piano durant diverses gires per Espanya (1925 i 1926), França (1928), Singapur (dilluns 7 d'agost de 1933) i les Índies Orientals Holandeses (agost i setembre de 1933).
El 1942 va ser nomenat professor al Conservatori de París, càrrec que va deixar un any abans de morir el 1964, quan tenia 72 anys. Entre els seus alumnes hi ha Christine Walevska, Alain Lambert, Jean Deplace i Alain Meunier.
Va crear sobretot la Sonata per a violí i violoncel de Maurice Ravel, l'Epifania d'André Caplet, els concerts d'Arthur Honegger i Darius Milhaud.
Els seus nou quaderns personals, recollits amb cartes de Lucien Durosoir, van aparèixer l'any 2005 en una obra titulada Deux musicians dans la Grande Guerre. El seu alumne Alain Lambert li va dedicar un llibre, Maurice Maréchal, la veu del violoncel.
| « | El 19 d'abril de 1964 va morir Maurice Maréchal. Quaranta anys després, el meu record guarda l'emoció de la primera trobada de l'any 1960, i des de la seva extraordinària mirada la meva admiració va ser immediata per aquest mestre amb qui cada lliçó era un moment fora del temps. No m'hauria perdut cap en cap cas, encara que hagués suposat caminar uns quants km, violoncel a peu, en un dia de vaga de transport. […] Abans o després de les lliçons, em parlava dels seus concerts, de les seves gires, dels seus estudiants durant la guerra, o dels que començaven la seva carrera i dels quals estava orgullós, Quan va agafar el meu violoncel, com a instrument. sonava! I en l'emoció, em vaig superar, però a casa, el meu violoncel s'havia oblidat, i ho havia de buscar. Després hi havia la malaltia, l'hospital americà i després les lliçons a la sala monàstica, però sempre aquesta generositat i aquesta atenció. Sempre vaig parlar de Maréchal als meus alumnes. | » |

Maurice Maréchal va morir el 19 d'abril de 1964 a casa seva, 6, rue Freycinet de París 16 després d'una operació de ronyó. El seu funeral va tenir lloc a la catedral de Saint-Bénigne de Dijon el 22 d'abril; està enterrat al cementiri de Péjoces a Dijon.

## Condecoracions
Maurice Maréchal va ser un oficial de la Legió d'Honor i titular de la Creu de Guerra.